# Дурна ин Селва (Болцано)
Дурна ин Селва је насеље у Италији у округу Болцано, региону Трентино-Јужни Тирол.
Према процени из 2011. у насељу је живело 20 становника. Насеље се налази на надморској висини од 1206 м.